# Audoin Ier d'Angoulême
Auduin Ier (mort le 27 mars 916) est comte d’Angoulême de 886 à 916.

## Biographie
Fils de Vulgrin Ier, il lui succède comme comte d'Angoulême le 3 mai 886. Tout comme son père, il est amené à défendre une partie de l'Aquitaine face aux raids vikings.
À la mort de Vulgrin Ier, le commandement est partagé entre ses deux fils : l'Angoumois et la Saintonge reviennent à Audoin, et le Périgord et l'Agenais à Guillaume.
Audoin a un fils, Guillaume II Taillefer, qui est également comte d'Angoulême de 926 à 945, et qui donnera le nom Taillefer à cette dynastie.